# 网域游戏
网域游戏，全称网域计算机网络有限公司，于1997年4月在深圳成立，主要从事网络游戏的开发和运营，主要注重MMORPG的开发。公司位于深圳市南山区高新科技园中区。2011年改名为光速工作室。2014年被腾讯撤销。

## 历史
2005年11月，腾讯通过世纪凯旋（腾讯透过架构合约拥有的一家附属公司）以2990万元收购网域游戏19.9%股权，其后，世纪凯旋再投资1.063亿元增购网域游戏40.1%股权。
2008年8月，腾讯宣布将对网域游戏进行股权重组，并对网域游戏CEO兼创始人张岩提供为期三年的7310万元人民币贷款用于收购股权和认沽期权。
2010年4月19日，腾讯宣布以1.5亿元收购网域游戏40%剩余股权，此后网域游戏成为腾讯全资子公司。
2011年，腾讯将网域游戏改名为光速工作室，改名后光速工作室转型以页游和手游为主。
2014年，腾讯互娱自研游戏组织体系进行调整，光速工作室相关职责和人员并入光子工作室群下各个工作室。

## 开发游戏

### 网域游戏时期
- 英雄岛（2007年公测， 2014年6月13日停止运营）[8]
- 九界（2011年公测， 2014年3月5日停止运营）[9]
- QQ华夏（2007年公测，游戏运营权在腾讯）[10]
- 华夏免费版（2007年公测，2014年6月13日停止运营）[11]
- 华夏Online（2004年公测，2014年6月13日停止运营）[12]
- 华夏2（2006年公测，2015年8月5日停止运营）[10]

### 光速工作室时期
- 节奏大师
- 全民精灵
- 斗三国
- 全民飞机大战